# Одержимість (фільм, 1949)
«Одержимість» (англ. Obsession) — британський кримінальний фільм 1949 року режисера Едварда Дмитрика за мотивами книги «Людина про собаку» Алека Коппела, який також написав сценарій до фільму. Кінострічка брала участь у конкурсній програмі Каннського кінофестивалю у 1949 році.

## Сюжет
Шалено ревнивий приватний лондонський лікар-психіатр Клайв Ріордан (Роберт Ньютон), довідується, що його невірна дружина Сторм (Селі Ґрей) зраджує його з американцем Біллом Кроніном (Філ Бравн). Одержимий злим духом лікар вирішує помститися, розробивши план «ідеального» вбивства Кроніна з можливістю уникнення максимального покарання у випадку провалу.
Та в світі не існує нічого ідеального і виникають непередбачувані обставини. Чи зможе Клайв реалізувати свій злочинний план?

## Ролі виконують
- Роберт Ньютон[en] — Клайв Ріордан
- Філ Бравн[en] — Білл Кронін
- Селі Ґрей[en] — Сторм Ріордан
- Нонтон Вейн[en] — суперінтендант Фінсбері
- Рональд Адам[en] — член клубу
- Аллан Джейс[en] — член клубу

## Навколо фільму
Під час Другої світової війни ще в Сіднеї Алек Коппел написав цю історію як п’єсу. Під час подорожі до Лондона він на основі п’єси написав роман «Людина про собаку», який був опублікований у 1948 році. Постановка п’єси відбулася в Лондоні у травні 1949 року.